# Aporophyla sedi
Aporophyla sedi là một loài bướm đêm trong họ Noctuidae.